# Puchar Europy Zdobywczyń Pucharów siatkarek (1972/1973)
Puchar Europy Zdobywczyń Pucharów 1972/1973 – 1. sezon Puchar Europy Zdobywczyń Pucharów rozgrywanego od 1972 roku, organizowanego przez Europejską Konfederację Piłki Siatkowej (CEV) w ramach europejskich pucharów dla żeńskich klubowych zespołów siatkarskich "starego kontynentu".

## Drużyny uczestniczące
- RC Cannes
- Slávia Bratysława
- Schwerter Ruhr
- Újpest Dózsa
- La Tore Reggio Emilia
- Eczacıbaşı Stambuł
- Coatbridge Ladies
- Wisła Kraków
- VC Deurne
- CSKA Moskwa
- CSKA Sofia
- Bekkerveld Heerlen
- Penicilina Iași

## Rozgrywki

### Runda wstępna
| Data       | Drużyna 1 | Wynik | Drużyna 2         | Sety             |
| ---------- | --------- | ----- | ----------------- | ---------------- |
| 15.11.1972 | RC Cannes | 0:3   | Slávia Bratysława | 9:15, 4:15, 9:15 |
| 17.11.1972 | RC Cannes |       | Slávia Bratysława |                  |

### Runda 1/8
| Data       | Drużyna 1             | Wynik | Drużyna 2          | Sety                                    |
| ---------- | --------------------- | ----- | ------------------ | --------------------------------------- |
|            | Schwerter Ruhr        |       | Újpest Dózsa       |                                         |
| 17.12.1972 | Schwerter Ruhr        | 1:3   | Újpest Dózsa       | 3:15, 4:15, 15:12, 1:15                 |
| 19.12.1972 | La Tore Reggio Emilia | 3:1   | Eczacıbaşı Stambuł | 15:5, 15:9, 7:15, 15:6                  |
| 23.12.1972 | La Tore Reggio Emilia | 3:0   | Eczacıbaşı Stambuł | 15:8, 15:10, 15:12 (Oba mecze w Reggio) |
|            | Slávia Bratysława     |       | Coatbridge Ladies  |                                         |
|            | Slávia Bratysława     |       | Coatbridge Ladies  |                                         |
| 10.12.1972 | Wisła Kraków          | 3:0   | VC Deurne          |                                         |
|            | Wisła Kraków          | 3:0   | VC Deurne          |                                         |

### Ćwierćfinał
| Data       | Drużyna 1          | Wynik | Drużyna 2             | Sety                            |
| ---------- | ------------------ | ----- | --------------------- | ------------------------------- |
|            | CSKA Moskwa        | 3:0   | Újpest Dózsa          |                                 |
| 28.01.1973 | CSKA Moskwa        | 3:1   | Újpest Dózsa          |                                 |
| 17.02.1973 | CSKA Sofia         | 3:0   | La Tore Reggio Emilia | 15:0, 15:5, 15:6                |
| 24.02.1973 | CSKA Sofia         | 3:0   | La Tore Reggio Emilia |                                 |
| 16.01.1973 | Bekkerveld Heerlen | 2:3   | Wisła Kraków          | 15:10, 9:15, 15:4, 12:15, 11:15 |
| 30.01.1973 | Bekkerveld Heerlen | 0:3   | Wisła Kraków          | 8:15, 6:15, 10:15               |
| 14.01.1973 | Penicilina Iași    | 3:1   | Slávia Bratysława     | 15:6, 15:5, 11:15, 15:10        |
|            | Penicilina Iași    | 3:    | Slávia Bratysława     |                                 |

### Turniej finałowy
Lyon
Tabela
| Lp. | Drużyna         | Pkt | Mecze | Mecze | Mecze | Sety | Sety | Sety  |
| Lp. | Drużyna         | Pkt | M     | W     | P     | wyg. | prz. | ratio |
| --- | --------------- | --- | ----- | ----- | ----- | ---- | ---- | ----- |
| 1   | CSKA Moskwa     | 6   | 3     | 3     | 0     | 9    | 0    | MAX   |
| 2   | CSKA Sofia      | 5   | 3     | 2     | 1     | 6    | 3    | 2.000 |
| 3   | Wisła Kraków    | 4   | 3     | 1     | 2     | 3    | 6    | 0.500 |
| 4   | Penicilina Iași | 3   | 3     | 0     | 3     | 0    | 9    | 0.000 |

Wyniki
| Data       | Drużyna 1    | Wynik | Drużyna 2       | Sety               |
| ---------- | ------------ | ----- | --------------- | ------------------ |
| 16.03.1973 | CSKA Sofia   | 3:0   | Wisła Kraków    | 15:5, 15:4, 15:3   |
| 16.03.1973 | CSKA Moskwa  | 3:0   | Penicilina Iași | 15:5, 15:4, 15:3   |
|            |              |       |                 |                    |
| 17.03.1973 | CSKA Moskwa  | 3:0   | CSKA Sofia      | 15:8, 15:11, 15:4  |
| 17.03.1973 | Wisła Kraków | 3:0   | Penicilina Iași | 15:7, 15:11, 15:12 |
|            |              |       |                 |                    |
| 18.03.1973 | CSKA Sofia   | 3:0   | Penicilina Iași | 15:10, 15:11, 15:8 |
| 18.03.1973 | CSKA Moskwa  | 3:0   | Wisła Kraków    | 15:7, 15:4, 15:6   |

## Klasyfikacja końcowa
| Miejsce | Drużyna         |
| ------- | --------------- |
| złoto   | CSKA Moskwa     |
| srebro  | CSKA Sofia      |
| 3.      | Wisła Kraków    |
| 4.      | Penicilina Iași |